# Francis Turcan
Pour les articles homonymes, voir Turcan.
Francis Turcan (né le 23 février 1912 à Martigues, où il est mort le 8 décembre 1968) est un homme politique français, maire de Martigues (PCF) en 1946-1947 puis entre 1959 et 1968. Son nom est lié à la vaste campagne de modernisation de la ville dans les années 1960.

## Biographie
Employé de bureau, Francis Turcan devient maire de Martigues en 1946. Aux élections municipales de 1947, il est évincé par le socialiste Théodore Cheillan, en raison de l'entente entre la SFIO (6 élus) et le RPF (9 élus), le PCF n'ayant pour sa part que 12 élus.
Il est élu à nouveau en 1959 face au maire sortant, Paul Pascal (SFIO), sur un programme qui prévoit la modernisation de la ville, qui ne possède alors aucun tout-à-l'égout et dont l'approvisionnement en eau est défectueux. Dès 1959, sous la municipalité de Francis Turcan, la ville  fait le choix de la régie publique pour la gestion de l'eau.
Le maire doit de plus faire face à la croissance marquée de la population de la ville, laquelle passe de 15 000 habitants en 1954 à 21 000 en 1962 et 28 000 en 1968 du fait de la création de la zone industrialo-portuaire de Fos-sur-Mer,. Martigues amorce sa modernisation et de nombreux projets d'équipement et d'urbanisme voient le jour : ouverture du cimetière de Canto-Perdrix, construction du lycée Paul-Langevin, projet d'habitat social des Capucins (1960-1964), pont levant du canal Gallifet (1961-1962) à l'embouchure du canal de Caronte et, surtout, organisation des services de la régie des eaux de Martigues.
Pour le projet de logements sociaux au quartier Notre-Dame-des-Marins, Francis Turcan fait appel à l'architecte-urbaniste Michel Écochard, lequel conçoit des immeubles à la riche architecture et aux logements confortables en plus d'un véritable boulevard urbain monumental (baptisé par la suite avenue Francis Turcan).
Fort du succès de la mise en place du tout-à-l'égout et de la création de la régie des eaux de Martigues, Francis Turcan est réélu en 1965 : sa liste a obtenu les vingt-sept sièges à pourvoir. Lors de la grève générale de mai 1968, avec son adjoint Paul Lombard, il soutient les grévistes en faisant adopter, le 22 mai 1968, à l'issue d'une réunion extraordinaire du conseil municipal, une motion de soutien et une subvention aux grévistes. Il organise aussi des réunions politiques à l'extérieur des usines occupées.
Il meurt le 8 décembre de la même année. Il est enterré au cimetière Saint-Joseph de Martigues.
Paul Lombard lui succède à la mairie de Martigues,.

## Hommages
Son nom a été donné au stade Francis-Turcan, construit en 1965, et à la principale avenue de la ville, percée au début des années 1970.